# Moxhe
Moxhe, este un sat din comuna Hannut, din Provincia Liège din Valonia, Belgia. Are aproximativ 600 locuitori. Până în 1977 a fost o cumună separată.

## Istorie
Satul a fost împărțiti în Evul Mediu între contele de Namur, prințul-episcop de Liège și ducele de Brabant. Biserica satului - cu hramul sfântului Gangolf - se afla în Principatul Liège iar casa parohială aparținea teritoriului Comitatului Namur. Pe vremea ocupației franceze, satul a fost reunit. La 12 august 1914 a avut loc o bătălie sângeroasă la Moxhe.

## Economie
Astăzi satul e preponderent agricol.

## Populație
- 1709: 17 locuitori
- 1806: 444 locuitori
- 1976: 427 locuitori
- 2004: 611 locuitori

## Lingvistică
Datorită împărțirii satului în Evul Mediu, rămâne până astăzi o răscruce dialectală: e satul de tranziție între trei dialecte ale limbii valone.